# Noali
Noali est une localité située dans le département de Piéla de la province de la Gnagna dans la région Est au Burkina Faso.

## Géographie
Noali est située à 6 km à l'Ouest de Piéla (et la route nationale 18) sur la route régionale 2 reliant cette dernière à Boulsa.

## Santé et éducation
Le centre de soins le plus proche de Noali est le centre de santé et de promotion sociale (CSPS) de Piéla.